# Re:package
〈Re:package〉(리 패키지)는 음악 그룹, 라이브튠이 livetune feat. 하츠네 미쿠(初音ミク)명의로 발매한 동인 앨범 및 2008년 8월 27일에 비크타 엔터테인먼트에서 발매한 라이브튠의 데뷔앨범을 말한다.
"세계에서 최초로의 감동… 마침내 탄생한 기적의 고대가 여기에 있다"라는 부제를 달고 있다.

## 트랙 리스트

### 작사·작곡가(상업판 기준)
- #1, #2, #5, #7, #10, #13, #14：작사·작곡 - kz
- #3：작사·작곡 - kajyuki
- #4, #6, #11：작사 - yae 작곡 - kajyuki
- #8：작사 - Elina, yae 작곡 - kajyuki
- #9：작사 - Elina 작곡 - kajyuki
- #12：작사 - yae 작곡 - kz

### 상업판 트랙리스트
1. Anthem
2. Packaged - 데뷔곡
3. over16bit!（Full ver.）
4. シューティング☆スター
5. 虹色
6. 椛
7. Light Song - 상업판에만 수록
8. リラホルン
9. 日々の夢想い
10. ファインダー
11. ドキドキ♪ハートチューン
12. ストロボナイツ
13. Last Night, Good Night - 상업판에만 수록
14. Packaged（piano ver.） - M02의 피아노 버전
15. our music - 상업판에만 수록

### 동인판 트랙리스트
1. Anthem
2. over16bit! - short ver.가 수록
3. シューティング☆スター
4. 椛
5. packaged
6. 虹色
7. リラホルン
8. 日々の夢想い
9. ファインダー
10. ドキドキ♥ハートチューン
11. ストロボナイツ
12. packaged（piano ver.）